# Pukając do drzwi
Pukając do drzwi (ang. Knock at the Cabin) – amerykański dreszczowiec z 2023 roku w reżyserii M. Nighta Shyamalana. W głównych rolach wystąpili Dave Bautista, Jonathan Groff i Ben Aldridge. Film miał premierę 1 lutego 2023 roku.

## Fabuła
Siedmioletnia dziewczynka przebywa na wakacjach w domku z dala od cywilizacji razem ze swoimi dwoma ojcami. Bawiąc się na powietrzu zostaje zaczepiona przez nieznanego mężczyznę, który twierdzi, że nadchodzi apokalipsa i tylko jej rodzina może sprawić, że świat nie ulegnie zagładzie.

## Obsada
- Dave Bautista jako Leonard
- Jonathan Groff jako Eric
- Ben Aldridge jako Andrew
- Nikki Amuka-Bird jako Sabrina
- Rupert Grint jako Redmond
- Abby Quinn jako Ardiane
- Kristen Cui jako Wen[1]

## Produkcja
Okres zdjęciowy trwał między 19 kwietnia a 10 czerwca 2022 roku. Film kręcono w miejscowości Burlington i gminie Tabernacle w stanie New Jersey oraz w Filadelfii w stanie Pensylwania w Stanach Zjednoczonych.

## Odbiór

### Box Office
Budżet filmu jest szacowany na 20 miliony dolarów. W Stanach Zjednoczonych film zarobił 35 mln USD. W innych krajach przychody wyniosły ponad 18 mln, a łączny przychód ze sprzedaży biletów blisko 53,8 miliona dolarów.

### Reakcja krytyków
Film spotkał się ze średnią reakcją krytyków. W agregatorze recenzji Rotten Tomatoes 67% z 317 recenzji uznano za pozytywne, a średnia ocen wyniosła 6,3 na 10. Z kolei w agregatorze Metacritic średnia ważona ocen z 60 recenzji wyniosła 63 punktów na 100.